# Romerska teatern i Orange
Romerska teatern i Orange (franska: Théâtre antique d'Orange, Antika teatern i Orange) är en forntida Romersk amfiteater i Orange i Frankrike. Den byggdes i början av första århundradet och ägs idag av Orange kommun. Under somrarna hålls här sedan 1971 operafestivalen Chorégies d'Orange.
Den är en av de bäst bevarade av alla Romerska teatrar i Romerska kolonin Arausio (eller mer specifikt Colonia Julia Firma Secundanorum Arausio: "den Julianska kolonin Arausio grundad av soldater från andra legionen") som grundades år 40 f.Kr.
Den spelade en viktig roll för invånarna, vilka tillbringade en stor del av sin fritid där. Teatern sågs av romerska myndigheterna inte bara som ett sätt att sprida den romerska kulturen till kolonierna, utan också som ett sätt att avleda dem från all politisk aktivitet.
Pantomimer, poesiläsningar och "attelana" (en typ av fars likt commedia dell'arte) var den huvudsakliga underhållningen som ofta pågick under hela dagen. För medelklassen, som gillade spektakulära effekter, blev magnifika scenografier oerhört viktigt, liksom användningen av scenmaskinerier. Underhållningen var öppen för alla och kostnadsfri.
Då Västrom gick tillbaka under 300-talet, då kristendomen blivit officiell religion, stängdes teatern genom ett officiellt edikt år 391 då kyrkan opponerade sig mot vad man ansåg vara ociviliserade spektakel. Efter detta, övergavs teatern helt. Den plundrades och härjades och användes som försvarspost under medeltiden. Under 1500-talets religiösa krig blev den en tillflyktsort för stadsbefolkningen.

## Den romerska festivalen andles Chorégies
Under 1800-talet började teatern sakta återta sin ursprungliga glans, mycket genom Prosper Mérimées ansträngingar, som sedermera blev direktör över "Monuments Historiques". Under hans ledning påbörjades restaureringsarbetena 1825 och 1869 blev teatern hem för en romersk festival som firade Roms storhet och inkluderade operan Joseph av Étienne-Nicolas Méhul. Senare under århundradet dök alla stora skådespelare på den klassiska franska scenen upp på Oranges festivaler, däribland Sarah Bernhardt som här spelade "Phèdre" 1903.
I slutet av århundradet återställdes läktarna. År 1902 fick festivalen ett nytt namn, "Chorégies", som man planerade skulle bli en årlig festival. Namnet kommer från den skatt som rika Romare var tvungna att betala för teaterproduktionerna. Fram till 1969 bestod Chorégies av pjäser, alternerad med musikaliska verk, opera och symfonier. Efter detta år blev festivalen i Orange i sin helhet en operafestival och teaterverk spelades i Avignon.
År 1981 blev Romerska teatern tillsammans med Triumfbågen i Orange ett världsarv.

## Galleri

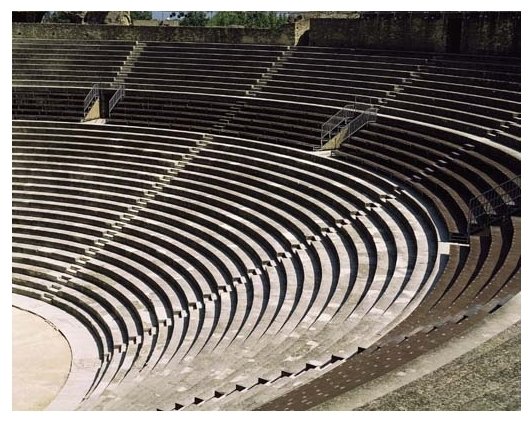
Les gradins du théâtre
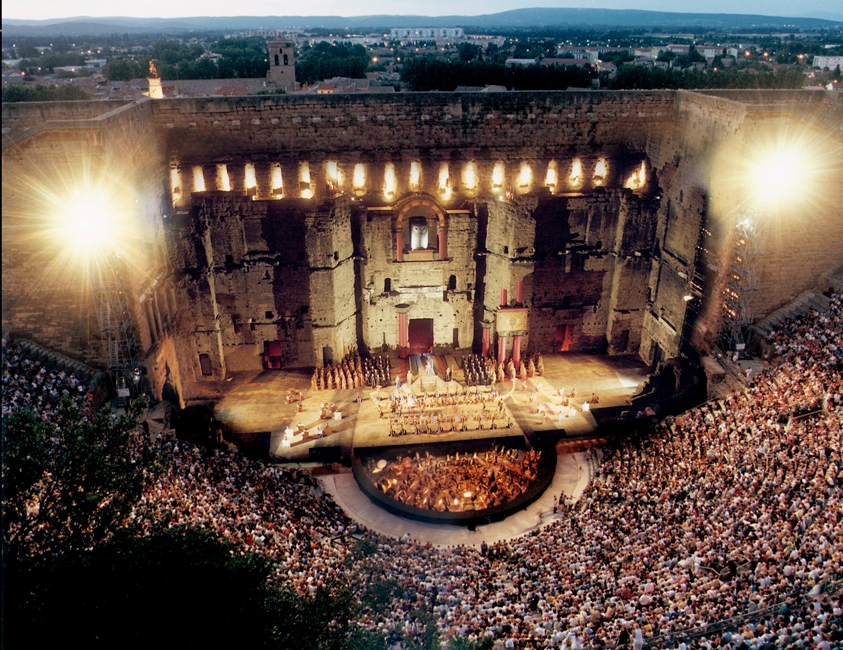
Les Chorégies
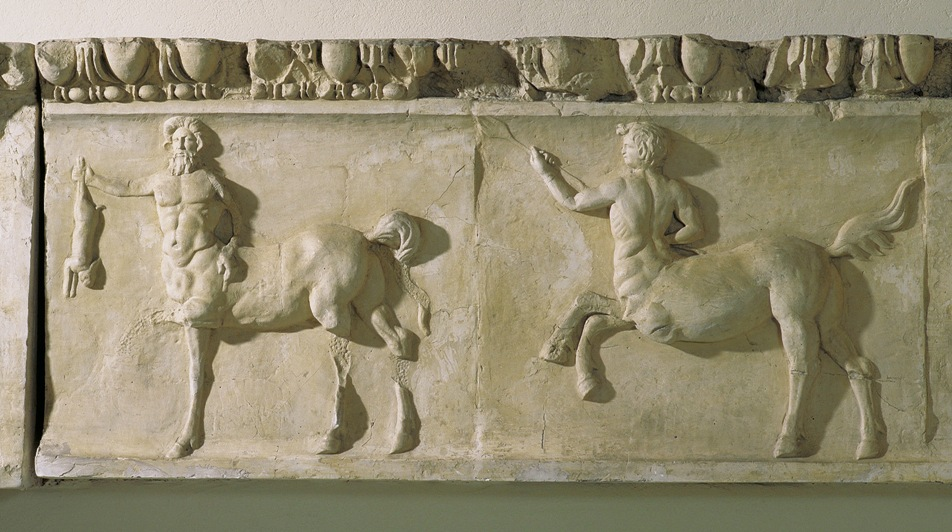
la frise des centaures
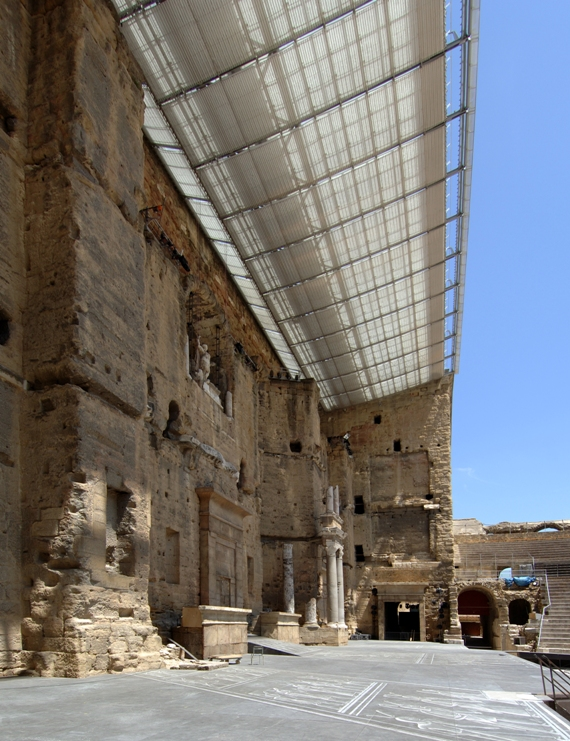
Le nouveau toit de la scène